# شست برگشته
برای نام نقاشی به شست‌برگشته رجوع کنید.
شستِ برگشته یا شستِ اتواستاپ (انگلیسی: Hitchhiker's thumb) وضعیتی است که بند آخر انگشت شست فرد با زاویه ۹۰ درجه به سمت عقب خم شود.
تصور می‌شود که شست برگشته به صورت وراثت اتوزومال مغلوب به ارث می‌رسد، اما در اختلالات ژنتیکی که به روش اتوزومال غالب به ارث می‌رسند نمود می‌یابد.
این وضعیت خوش‌خیم است (در صورتی که جزئی از نشانگان دیگر نباشد) و باعث درد نمی‌شود و روی انگشت شست تأثیر منفی نمی‌گذارد. اگر فردی دارای ژن‌های شست برگشته باشد، ممکن است شست برگشته در او به صورت دو طرفه، یک طرفه ظاهر شود یا بر روی هیچ‌یک از انگشتان نمود نیابد.